# Il giardino del silenzio
Il giardino del silenzio è un film italiano del 1918. Si tratta dell'ultimo di una serie di quattro lungometraggi tratti dal romanzo Fernanda di Carlo Dadone, una delle prime serialità cinematografiche italiane, che prende il titolo generale de Il Mistero dei Montfleury, lo stesso della prima parte del romanzo del Dadone. Il ruolo di Biribì, il monello ardito e spericolato più volte inserito dall'autore nei propri romanzi, è ricoperto da Paola Pezzaglia, non nuova all'interpretazione di personaggi maschili, anche in teatro.

## Trama
Scendono le tenebre sul misterioso Giardino del silenzio, muto e triste come un camposanto. Di Fernanda non si hanno più notizie, e il pittore Tullio Dalmas quasi dispera di vederla più. Intanto Biribì e Robin si esibiscono in acrobatici spettacoli di strada, preparando, insospettati, il colpo supremo. Ma il perfido Guiscardo ha rapito la bella Fernanda e la tiene prigioniera insieme alla beffarda matrigna. Tullio, ignaro, non sapendo più niente di lei, medita di andare lontano per tentare di dimenticarla. Intanto Fernanda, sotto la minaccia di morte per il suo amato, accetta, disperata, di darsi al suo aguzzino. Ma ecco finalmente Robin, la cui immane forza si abbatte su Guiscardo. Biribì non perde tempo, e corre ad avvertire Tullio, fermando la sua imminente partenza. Così i due innamorati, grazie all'eroismo di Biribì e Robin, possono alfine coronare il loro sogno d'amore.